# Laguna di Marano
La laguna di Marano è una laguna situata nella parte più settentrionale dell'Alto Adriatico, in provincia di Udine (Friuli-Venezia Giulia), nei territori dei comuni di Marano Lagunare, Lignano Sabbiadoro e Latisana, estesa fra la foce del Tagliamento e la bocca di Porto Buso, che la divide ad est dall'adiacente laguna di Grado.

## Storia

### Origine del nome
Il nome è di probabile origine latina. Sembra infatti che derivi dalla famiglia di origine romana cui apparteneva la zona, Praedium mariani (ovverosia podere, possedimento di Mario), trasformatosi, in età alto-medievale, in Mariano. Con tale denominazione venne conosciuta fino a circa il XIII secolo. Successivamente, con la caduta della i si ottenne Marano, toponimo rimasto immutato fino ai nostri giorni.
La presenza di una laguna (salata) non esclude tuttavia altre etimologie di origine prelatina, attraverso le radici mara e maru che indicano espressamente luoghi stagnanti di acque salmastre.

## Geografia

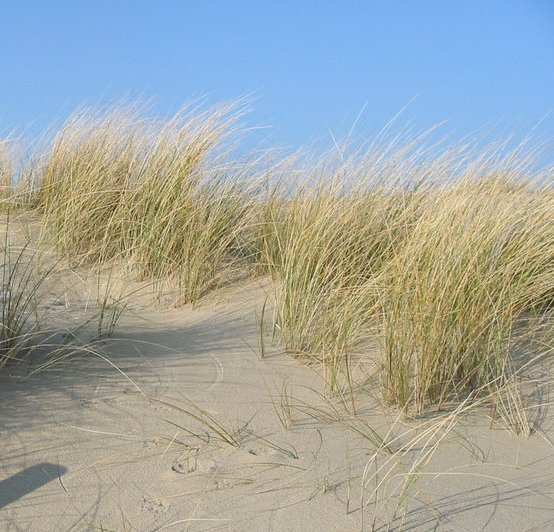
Lammophila arenaria, specie vegetale diffusa in laguna

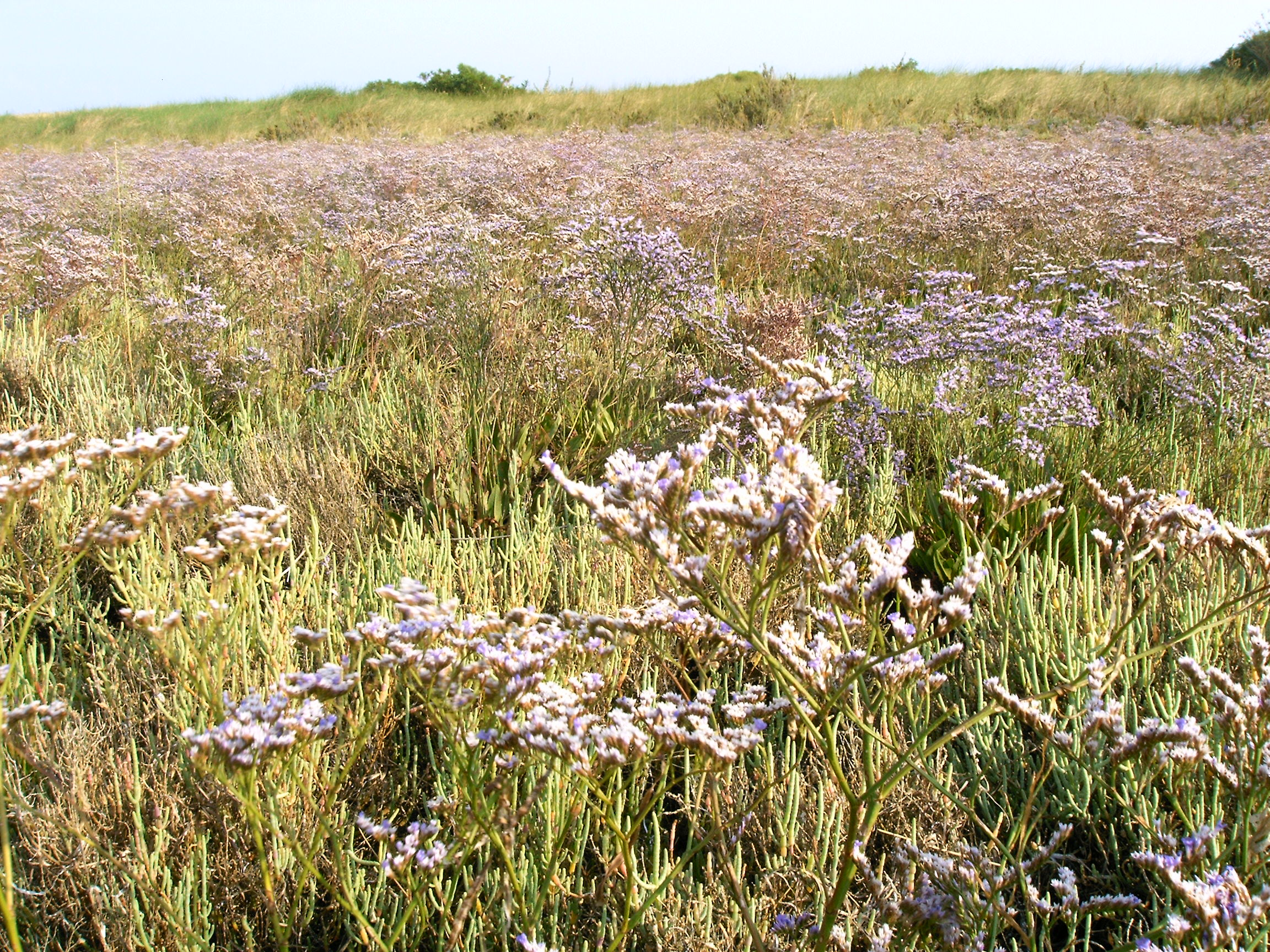
I fiuri de tapo, diffusi nelle barene della laguna di Marano

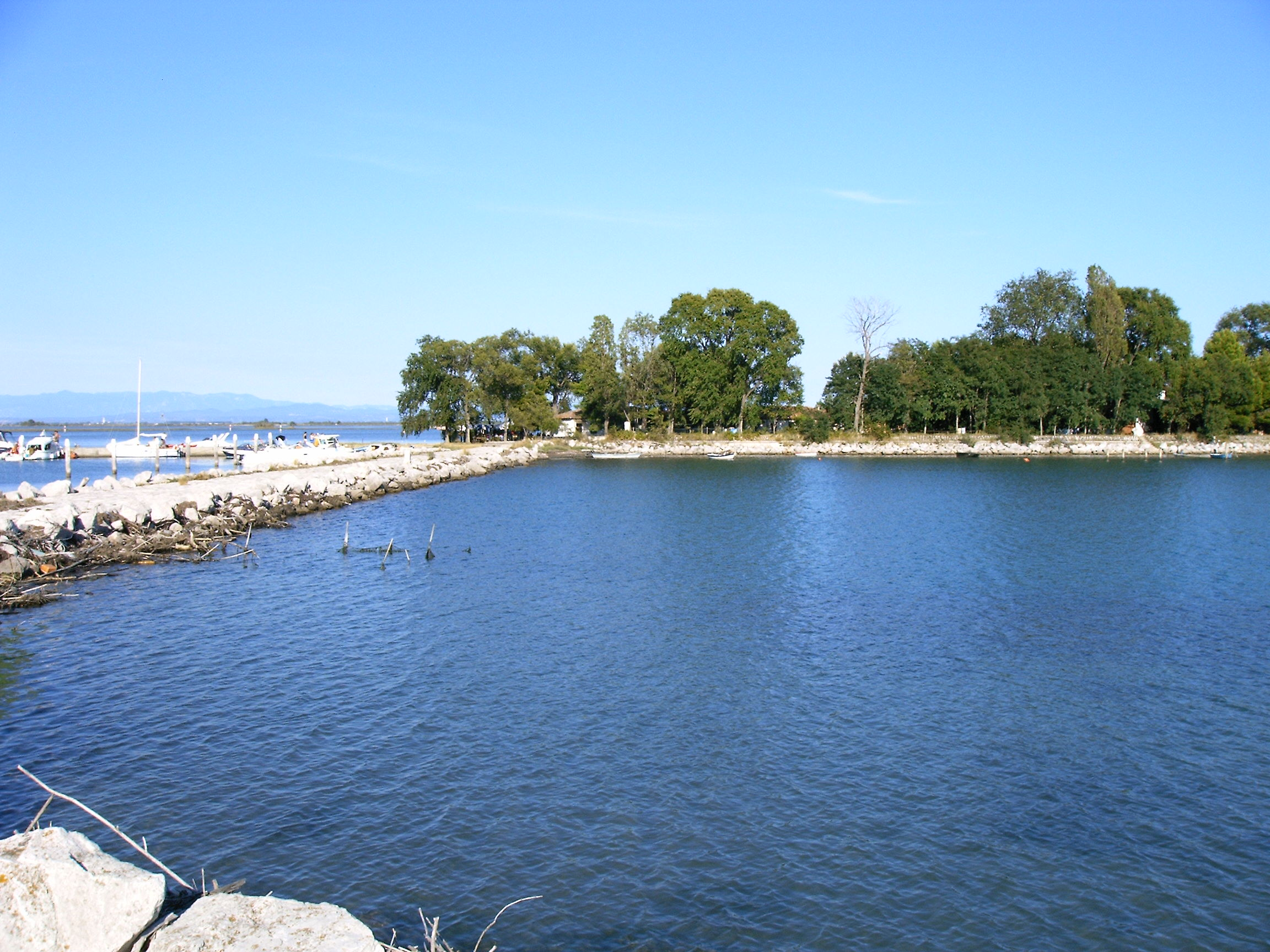
Porto Buso separa la laguna di Marano da quella di Grado

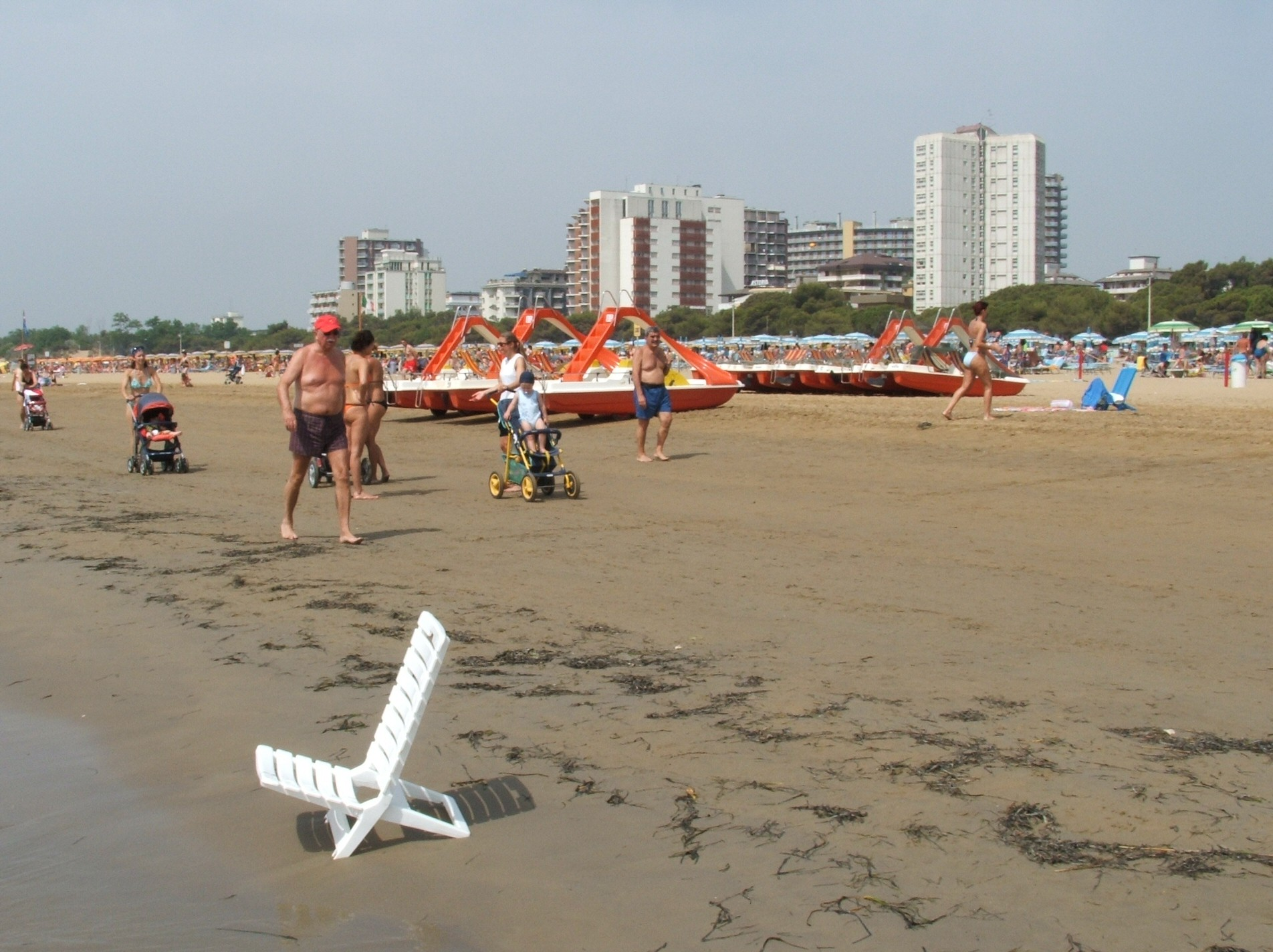
Lignano Sabbiadoro, situata in una penisola fra la laguna e il mare

È formata da tre bacini, quello di Lignano (51,06 km²), di S. Andrea (22,21 km²) e di Buso (20 km² circa, per metà appartenente alla laguna di Grado). A tali bacini corrispondono altrettante bocche lagunari (o porti), conosciute con lo stesso nome, che li uniscono al mare. La laguna è alimentata da tre corsi d'acqua principali, lo Stella, il Corno, e l'Ausa e da altri secondari, fra cui lo Zellina e il Cormor. Le parti pianeggianti, generalmente ricoperte da melma e poste a filo d'acqua, sono conosciute come velme, mentre le zone emerse sono definite barene. Queste ultime possono anch'esse venire talvolta inondate dall'alta marea che in alcuni casi può raggiungere persino il metro d'altezza.

### Clima
Il clima è di tipo submediterraneo umido, con temperature medie annue di circa 13,5 °C. La temperatura media del mese più freddo, gennaio, è di circa 1,5 °C mentre quella del mese più caldo, luglio, è dell'ordine dei 30 °C - 35 °C. Le precipitazioni sono concentrate soprattutto in autunno (ottobre-novembre), e, in minor misura, in primavera (maggio) e si aggirano attorno ai 1000 mm annui. Durante l'inverno possono prodursi occasionalmente anche precipitazioni di carattere nevoso.

## Ambiente

### Flora e fauna
La flora presenta una vegetazione sia salmastra, frequente nelle velme (giunchi ma anche piante alofite), che semi-salmastra, presente nelle barene (limonio ma anche giunchi). Piuttosto estesi, nelle zone sabbiose, sono i popolamenti di agropiro giunchiforme e di specie ammofile (fra cui l'ammofila arenaria). È presente anche una pianta ormai quasi estinta in altre zone d'Italia e d'Europa, l'apocino veneto (Apocynum venetum); diffuso nelle zone di terraferma è, invece, il pino marittimo. Ricchissima la fauna sia ittica che avicola. Le acque lagunari sono particolarmente pescose e presentano un'ampia gamma di specie ittiche, fra cui molti tipi di pesci,come cefali, mormore, ombrine, anguille, passere, latterini,  anche pregiati come le spigole o le celebri oratine di Marano, di molluschi e di crostacei.
Rappresenta la prima grande zona marittima o pre-marittima per gli uccelli migratori provenienti dall'Europa centrale e settentrionale. ed è pertanto popolata da un gran numero di volatili appartenenti alle specie più diverse, da quelle più comuni (oche, gabbiani, tortore, barbagianni, civette, colombacci, cuculi, gazze, tordi, cigni reali, aironi) alle più rare (falchi di palude e sterne in particolare). Grazie alla propria ricchezza ornitologica la laguna è stata dichiarata, nel 1979, zona protetta di valore internazionale.

### Riserve naturali
La Regione Autonoma Friuli-Venezia Giulia, attraverso la legge regionale nr. 42/96, ha istituito due riserve naturali nella laguna di Marano. La prima è quella delle Foci del fiume Stella e comprende l'intero delta del corso d'acqua omonimo, mentre l'altra è costituita dalla Valle Canal Novo ed include una valle di pesca di circa trentacinque ettari con alcuni terreni circostanti. Quest'ultima è protetta dalle maree da alcuni argini appositamente creati a tale proposito. La gestione di entrambe le riserve è stata affidata al Comune di Marano Lagunare.

## Geografia antropica

### Centri abitati
Sulle acque lagunari si affacciano due centri principali, Lignano Sabbiadoro e Marano Lagunare, entrambi sedi dei rispettivi comuni, e un altro di minore consistenza demografica, come  Aprilia Marittima (frazione di Latisana), ma importante per l'economia del territorio:
- Lignano Sabbiadoro, situato su una penisola fra la laguna di Marano e l'Adriatico è oggi il massimo centro balneare della Regione Friuli-Venezia Giulia insieme a Grado. Il proprio sviluppo demografico è relativamente recente (a partire dal 1950 circa), sebbene le prime strutture ricettive (un albergo e uno stabilimento balneare) siano sorte fin dal primo decennio del XX secolo
- Marano Lagunare, antichissimo centro noto fin da età alto-medievale, è un attivo porto peschereccio. La bellezza del contesto ambientale e la costituzione di due riserve naturali nelle immediate vicinanze del paese hanno dato l'avvio, negli ultimi anni, a un flusso turistico in costante ascesa
- Aprilia Marittima, località appartenente al Comune di Latisana, è sede di uno fra i più importanti porti turistici dell'Adriatico e centro balneare molto frequentato nei mesi estivi.